# Adam Sharpe
Adam Sharpe es un personaje ficticio de la serie de televisión australiana Home and Away, interpretado por el actor Martin Lynes desde el 16 de octubre de 2012, hasta el 17 de junio de 2013. Martin regresó a la serie brevemente el 7 de marzo de 2014.

## Biografía
Adam llega a la bahía para ayudar a sus amigos los hermanos Braxton a encontrar a su medio hermano Kyle Braxton, Darryl "Brax" Braxton y Casey Braxton están felices por ver a su viejo amigo, sin embargo Heath Braxton no ya que por culpa de Adam, Heath había pasado tiempo en la cárcel años atrás.
Cuando Adam descubre que Darryl tiene una deuda y que puede perder Angelo's decide pagarla. Poco después conoce a Bianca Scott, quien acababa de perder a su hijo Rocco Braxton y cuando ella le pide drogas este se las da y comienzan a salir, esto molesta a su ex Heath quien intenta decirle a Bianca y a Brax que Adam es peligroso, sin embargo ninguno le hace caso. 
Más tarde se revela que Adam es el padre de Jamie Sharpe, un joven con el que Leah Patterson-Baker salió brevemente y que había comenzado a acosarla hasta lograr que Leah se fuera de la bahía con su hijo V.J. por miedo. Bianca ve a Adam golpear a Jamie y más tarde se da cuenta del daño que Adam le hace a su vida y que sólo estaba con él para evitar sentir el dolor por haber perdido a su hijo y decide terminar con él. 
Más tarde Adam le ordena a su hijo Jamie secuestrar a Heath y dejarlo inconsciente en el océano para que muera, sin embargo Brax y Kyle lo encuentran y lo llevan al hospital donde Heath se recupera, poco después Brax confronta a Adam y le dice que no se meta con su familia.
Días después Darcy Braxton la hija de Heath desaparece de su escuela y después de unos minutos Heath y Brax descubren que Adam es el responsable del secuestro, Adam se comunica con Heath y le dice que le devolverá a Darcy sólo si hace un trabajo para él Heath acepta sin embargo cuando se encuentran con Adam, Brax decide realizarlo luego de decirle a Heath que él tiene una hija por la cual vivir y él no. 
Durante el trabajo Brax se encuentra con el vendedor de drogas Eugene Broad, sin embargo antes de que el trabajo se haga Heath encuentra a un hombre de Eugene con un arma afuera y Eugene al verse descubierto intenta huir, cuando ve a Brax, Eugene intenta atropellarlo pero Adam lo empuja y se lleva todo el golpe, antes de morir Adam le pide disculpas a Brax.
Más tarde en abril del mismo año se descubre que Adam sigue vivo y que está tramando una venganza en contra de los hermanos Braxton. Finalmente en junio del 2013 Adam es arrestado por sus crímenes y sentenciado a 25 años en prisión.
En marzo del 2014 Casey y Ricky lo visitan en la cárcel para pedirle que le diga a la policía que Brax era sólo un joven cuando mató a Johnny Barrett, sin embargo Adam poco después revela que él había sido el verdadero responsable de la muerte de Johnny y no Brax, por lo que Brax es puesto en libertad.